# 水戸将史
水戸 将史（みと まさし、1962年7月28日 - ）は、日本の政治家、税理士、行政書士。衆議院議員（1期）、参議院議員（1期）、日本維新の会選挙対策委員長、民進党副幹事長、神奈川県議会議員（3期）などを歴任した。

## 来歴
北海道羽幌町で生まれ、後年に神奈川県へ転居し、神奈川県立湘南高等学校、慶應義塾大学商学部を卒業する。大学在学中にアルバイトで民社党所属の目黒区議会議員の選挙に携わる。
1985年に大学を卒業し、オムロン勤務を経て、1986年から民社党の春日一幸、1989年から田中慶秋の秘書を務める。
1995年に神奈川県議会議員選挙へ泉区選挙区から新進党公認で立候補して初当選した。1998年に民主党結党に参加し、神奈川県議会議員を3期12年務める。
2007年に第21回参議院議員通常選挙へ民主党公認で神奈川県選挙区（定数3）から立候補し、得票数3位で当選した。2010年に民主党神奈川県総支部連合会幹事長を務める。
2012年8月10日に参議院本会議で行われた消費増税法案を含む社会保障・税一体改革関連法案の採決で党の方針に造反し、反対票を投じた。9月7日の参議院本会議で、参院選挙区の定数を「4増4減」する公職選挙法改正案の採決に再び造反し、党方針に従わず反対票を投じた。9月11日に民主党へ離党届を提出し、民主党は10月5日の常任幹事会で離党届を受理せず除籍処分とすることを決定し、日本維新の会へ入党した。
2013年の第23回参議院議員通常選挙で、日本維新の会公認で神奈川県選挙区（定数4）から立候補して得票数6位で落選した。2013年11月19日に日本維新の会の神奈川県第5選挙区支部長となる。
2014年の日本維新の会分党に際し、橋下徹大阪市長による新党結成を目指すグループに参加する。分党後の日本維新の会を経て、結いの党の合流による維新の党の結党に参加した。同年の第47回衆議院議員総選挙で、維新の党公認で神奈川5区から立候補し、神奈川5区で自由民主党前職の坂井学に5万票超の大差で敗れた、重複立候補した比例南関東ブロックで復活当選した。2016年3月に民進党の結成に参加する。
2017年の第48回衆議院議員総選挙に対しては、希望の党の新人候補と競合することや、立憲民主党とは思想信条が異なる事などから10月5日に不出馬を表明し、希望の党の候補者へ支持を表明した。2018年5月の国民民主党結成に参加せず、無所属となった。
2019年8月に、2020年2月に予定される藤沢市長選挙へ立候補の意向を示した。2020年2月16日に投開票の結果、現職の鈴木恒夫に敗れた。
2020年11月25日に、次期衆院選で日本維新の会公認で神奈川12区から出馬することが決まった。
2021年10月31日の第49回衆議院議員総選挙で、小選挙区で3位だが惜敗率が名簿内5位で、維新が比例で獲得した3議席に含まれず落選した。
2024年10月27日の第50回衆議院議員総選挙で、小選挙区で3位だが惜敗率が名簿内9位で、維新が比例で獲得した2議席に含まれず落選した。

## 政策・主張
- 憲法9条の改正と集団的自衛権の行使容認に反対。
- アベノミクスを評価しない。
- 軽減税率の導入に反対。
- 消費税増税の代案として内部留保課税[20]・租税特別措置法廃止[21]・富裕税導入[22]
- 原発は日本に必要ない。
- ヘイトスピーチの法規制に賛成[23]。
- 選択的夫婦別姓制度の導入に反対[24]。

## 人物
- 2008年度の所得報告書によれば、外国為替証拠金取引（FX）で約136万円の利益を得ていた[25]。

## 不祥事
- 第21回参議院議員通常選挙の運動中の2007年8月17日に横浜市内で交通事故を起こし、神奈川県警保土ケ谷署に重過失傷害の疑いで書類送検された。後方から直進してきたミニバイクに水戸が開けた車のドアがぶつかり、バイクに乗っていた女性は首に全治2週間のけがを負った[26]。

## 選挙歴
| 当落 | 選挙                     | 執行日         | 年齢 | 選挙区           | 政党         | 得票数     | 得票率 | 定数 | 得票順位 /候補者数 | 政党内比例順位 /政党当選者数 |
| ---- | ------------------------ | -------------- | ---- | ---------------- | ------------ | ---------- | ------ | ---- | ------------------ | ---------------------------- |
| 当   | 1995年神奈川県議員選挙   | 1995年4月      | 32   | 横浜市泉区選挙区 | 新進党       |            | ーー   |      | /                  | /                            |
| 当   | 1999年神奈川県議員選挙   | 1999年4月      | 36   | 横浜市泉区選挙区 | 民主党       |            | ーー   |      | /                  | /                            |
| 当   | 2003年神奈川県議員選挙   | 2003年4月13日  | 40   | 横浜市泉区選挙区 | 民主党       | 3万1988票  | ーー   | 2    | 1/3                | /                            |
| 当   | 第21回参議院議員通常選挙 | 2007年07月29日 | 45   | 神奈川県選挙区   | 民主党       | 78万1533票 | 19.65% | 3    | 3/8                | /                            |
| 落   | 第23回参議院議員通常選挙 | 2013年07月21日 | 50   | 神奈川県選挙区   | 日本維新の会 | 24万2462票 | 6.17%  | 4    | 6/11               | /                            |
| 比当 | 第47回衆議院議員総選挙   | 2014年12月14日 | 52   | 神奈川県第5区    | 維新の党     | 5万6647票  | 23.95% | 1    | 2/5                | 4/4                          |
| 落   | 2020年藤沢市長選挙       | 2020年2月16日  | 57   | ーー             | 無所属       | 2万5102票  | ーー   | 1    | 2/3                | /                            |
| 落   | 第49回衆議院議員総選挙   | 2021年10月31日 | 59   | 神奈川県第12区   | 日本維新の会 | 3万7753票  | 16.86% | 1    | 3/3                | 5/3                          |
| 落   | 第50回衆議院議員総選挙   | 2024年10月27日 | 62   | 神奈川県第12区   | 日本維新の会 | 2万9458票  | 13.88% | 1    | 3/5                | 6/7                          |